# جايسون شاندلير
جايسون شاندلير (بالإنجليزية: Jason Chandler)‏ هو مغني أمريكي، ولد في 24 مارس 1969.

## وصلات خارجية
- جايسون شاندلير على موقع ميوزك برينز (الإنجليزية)
- جايسون شاندلير على موقع ديسكوغز (الإنجليزية)